# Miroslav Číž
Miroslav Číž, né le 11 février 1954 à Banská Štiavnica (République socialiste tchécoslovaque) et mort le 29 décembre 2022, est un homme politique slovaque. Membre du parti SMER – social-démocratie, il est député européen de 2019 à 2022.

## Biographie
Il est élu député européen en mai 2019.